# Herbert Krimm
Herbert Krimm (* 6. November 1905 in Przemyśl, Galizien; † 22. Januar 2002 in Karlsruhe) war ein deutscher evangelischer Theologe und Diakoniewissenschaftler.

## Werdegang
Seine ersten Lebensjahre verbrachte Herbert Krimm in der Garnisonsstadt Przemyśl in Galizien. Während des Ersten Weltkriegs lebte die Familie in Brünn und Wien, um schließlich bei Salzburg ein Refugium zu finden. Wanderungen mit seiner Pfadfindergruppe kennzeichneten die Schülerjahre. Krimm studierte ab 1923 Evangelische Theologie in Wien, wo die Persönlichkeiten des Kirchenhistorikers Karl Völker und des Osteuropahistorikers Hans Koch ihn stark beeindruckten. Es folgten Semester in Kiel und Zürich. In Kiel beeindruckten den Studenten Krimm die Begegnung mit der Schwedischen Kirche Nathan Söderbloms und der deutschen Minderheit in Dänemark, in Zürich beeindruckte ihn der Mitbegründer der Dialektischen Theologie, Emil Brunner. Krimm wurde 1927 in der Evangelischen Kirche A.B. in Österreich ordiniert und arbeitete als Assistent des Wiener Seniors Erich Stökl. 1932 wurde er an der Universität Wien zum Dr. theol. promoviert; 1938 folgte die Habilitation für Praktische Theologie. Ab 1936 arbeitete Krimm für den Gustav-Adolf-Verein als Leiter des Franz-Rendtorff-Hauses in Leipzig, eines Heims für Studenten aus der evangelischen Diaspora.
Nach der Tätigkeit als Wehrmachtspfarrer und der Kriegsgefangenschaft holte Eugen Gerstenmaier Krimm 1946 als Hauptgeschäftsführer in das Zentralbüro des Evangelischen Hilfswerks der EKD in Stuttgart. 1951 übernahm er die Leitung des Hilfswerks. Seit 1952 an die Universität Heidelberg umhabilitiert, übernahm Krimm 1954 zunächst nebenamtlich als erster Direktor das Diakoniewissenschaftliche Institut der Universität. Dieses Institut war im Februar 1954 von Edmund Schlink und Otto Dibelius ins Leben gerufen worden. Krimm arbeitete in dieser Zeit mit der Schwesternschule der Universität Heidelberg und deren Schulleitung, Olga Freiin von Lersner, zusammen. Es wurden gemeinsame Wanderungen mit den Schwesternschülerinnen und mit Studierenden der Medizin durchgeführt. Als 1957 das Hilfswerk im Diakonischen Werk der EKD aufging, übernahm Krimm ein Pfarramt in Heidelberg-Schlierbach. 1961 wurde er zum Ordinarius an der Universität Heidelberg ernannt. Krimm gehörte dem Kuratorium der 1963 gegründeten Deutsch-Israelischen Studiengruppe Heidelberg an. Nach der Emeritierung 1970 arbeitete er noch bis 1977 als Seelsorger im Pfalzklinikum für Psychiatrie und Neurologie in Klingenmünster.
Ein wesentliches Anliegen Herbert Krimms war die internationale Ausrichtung des Diakoniewissenschaftlichen Instituts der Universität Heidelberg. Seine Nachfolger als Leiter des Diakoniewissenschaftlichen Instituts wurden Paul Philippi (bis 1985) und Theodor Strohm.
Die Rundkapelle in der Orthopädischen Klinik des Universitätsklinikum Heidelberg, die Krimm gemeinsam mit dem Architekten Hanss errichten durfte, kann als ein Denkmal seines liturgisch-diakonischen Wollens gelten.

## Ehrungen
- Großes Bundesverdienstkreuz (1976)

## Schriften (Auswahl)
- Die Agende der Niederösterreichischen Stände vom Jahre 1571, Wien: Manz 1933. (Sonderdruck aus: Jahrbuch der Gesellschaft für die Geschichte des Protestantismus in Österreich 55. 1933, 3–64; 57. 1935, 51–70), Dissertation.
- mit Fritz Zerbst, Helmut Gollwitzer u. Margarete Hoffer: Evangelisches Christentum. Eine kurze Hilfe für kirchliche Unterweisung, Wien o. J. (1935).
- Der Gottesdienst, sein Gehalt und sein Gefüge, Leipzig: Theologische Fakultät 1938 (umhabilitiert Heidelberg 1952), nichtveröffentlichte Habilitationsschrift.
- mit Eugen Gerstenmaier u. Christian Berg: Die Kirche in der Öffentlichkeit, Stuttgart: Evangelisches Verlagswerk 1948.
- mit Walter Künneth u. Balther Dyroff: Diakonie der Kirche. Drei Vorträge beim Landesfest der Inneren Mission 1958 in Augsburg, Nürnberg: Landesverband der Inneren Mission in Bayern o. J. (1958).
- Gang durch das Jahr. Predigten auf das Kirchenjahr, Stuttgart: Steinkopf 1959.
- mit Heinz-Dietrich Wendland u. Arthur Rich: Christos Diakonos. Ursprung und Auftrag der Kirche, Zürich: EVZ Verlag 1962.
- Beistand. Die Tätigkeit des Hilfswerks der Evangelischen Kirchen in Deutschland für Vertriebene und Flüchtlinge nach 1945. Eine Darstellung und Dokumentation, Stuttgart: Evangelisches Verlagswerk 1974.

### Als Herausgeber
- Der Bote aus der Heimat. Ein Büchlein von unserem irdischen und ewigen Vaterhaus, Kassel: Stauda 1947.
- Das Antlitz der Vertriebenen. Schicksal und Wesen der Flüchtlingsgruppen. In Selbstdarstellungen, Stuttgart: Steinkopf 1949.
- Das diakonische Amt der Kirche, Stuttgart: Evangelisches Verlagswerk 1953 (2., überarbeitete Auflage 1965).
- Das diakonische Amt der Kirche im ökumenischen Bereich, Stuttgart: Evangelisches Verlagswerk 1960.
- Quellen zur Geschichte der Diakonie. Bd. 1. Altertum und Mittelalter. Bd. 2. Reformation und Neuzeit. Bd. 3. Gegenwart. Stuttgart: Evangelisches Verlagswerk 1960–1967.
- Bruno Geissler u. Günther Stökl: In Oriente Crux. Versuch einer Geschichte der reformatorischen Kirchen im Raum zwischen der Ostsee und dem Schwarzen Meer, Stuttgart: Evangelisches Verlagswerk 1963.
- Der gefährdete Mensch in der Sicht der Wissenschaften, Stuttgart 1970 (Schriftenreihe des Diakonischen Werkes zur Sozial- und Jugendhilfe 2).
- mit Theodor Schober u. Gerhard Möckel: Grenzüberschreitende Diakonie. Paul Philippi zum 60. Geburtstag, Stuttgart: Evangelisches Verlagswerk 1984.